# 高校武士道士郎
《高校武士道士郎》（日语：道士郎でござる）是西森博之創作的日本漫画作品。從《週刊少年Sunday》2004年22、23合併号至2006年5、6合併号期間進行連載。單行本全8冊。

## 故事大綱
一個被父親在美國內華達州的荒野培養出來的高中生・桐柳道士郎為了想要成為一個真正的武士而回到日本。在轉學到橫十二高中後、不斷遭遇敵人，但無論是人渣敗類、老師、流氓都被他用武士之道給加以擊退。而在這之中一位平凡普通的和平主義者兼高中生小坂健助成為他所服侍的主公、雖然他總是被道士郎和周遭的夥伴給耍的團團轉、但卻一直為了他們而努力獻出自己的智慧來加以解決。

## 登場人物

### 主要人物
桐柳 道士郎（きりう どうしろう）
自稱為「武士」的主角。3歳時、遭正在離婚調停中的父親誘拐到美國的愛荷華州，和印地安人住在一起、並且被父親培育為真正的日本人、但卻變成像是「對日本文化強烈誤會的外国人」般的角色成長著。不但平常的打扮是和服、連說話方式也都充滿古風（不過還是有穿過和服以外的衣服，但很快就換回來）。章魚燒和飯糰是最愛。愛稱為「小道」（但健助很少這樣稱）。
性格相當老派、不但會直接聽從健助和年長者的話、正義感也比一般人強、對於道德和禮貌相當重視、最討厭的是卑鄙的行為。對於壞人或人渣會一邊喊出「垃圾!!」一邊揮出鐵拳，另外還企圖在家裡建造日式庭院並且養了一匹馬。也因為全身受過異常的鍛練而相當強壯(據他所言，是和美國野牛戰鬥出來的結果)、就算比自己還巨大的人也能輕鬆丟出去、能將曬衣竿丟出來貫穿機車、也能將刀子直接貫穿水泥牆、而在一對一的戰鬥中也未曾輸過。
轉學到橫十二高中、以「要找到真正的主公」的條件、和偶然相遇的同學健助成為朋友（但最後向他直接說出只想服侍於健助，似乎認同這位和自己素不相識的健助是一個真正的男子漢）。由於毆打老師矢內，於是為了負責自己退學而從橫十二高轉學到開久三高中。
『お茶にごす。』的四格漫畫中有登場。
小坂 健助（こさか けんすけ）
另一個主角。是個怎麼看都很平凡的高中生。是個看到不良仔就會感到害怕，有著正常感覺的正堂人。雖然膽小、但在關鍵時刻卻有著不會懼怕的覺悟和行動的堅強之處。另外為了守護繪理香時，還有著要跟流氓打架的勇氣。平常腦袋都想著如何保護自己、實際上當同伴陷入危機時會拔刀相助。結果讓他因此累積人望成為領袖。力氣雖小但很會閃躲、除了故意被打外，無人能打到他。喜歡給人取名、繪理香就稱作「小繪理」、早乙女就教他「サータン」等小名。喜歡繪理香而努力要和她交往。
和道士郎偶然在便利商店相遇、並且在道士郎到校後被他認出而成為他的同伴。將道士郎的「還沒找到主公」的話，開玩笑地回應「那麼為我而戰吧」、於是以後就被道士郎稱為“主公”（就算沒說，道士郎也把他認定為主公）。和道士郎一起轉學到開久三高中並且成為D組班長。為了開久三高的愛的資金問題戰鬥的結果而成為學年級的戰爭、就算取得學校的和平，也因為一些小事而和不良組織「サウザンツ」的上級‧流氓松崎敵對。最後他成功讓松崎被警方抓走後、開始決定接受公務員一級考試而想成為警界高層。
順便一提，他的臉和作者肖像畫很像、但被作者自己在誌上「不是健助喔」而加以否認。
早乙女 愛（さおとめ あい）
本名前島 勇（まえじま いさむ）。國中時為了幫朋友和流氓打架、結果搞到自己向他們下跪道歉、於是他本人變成只會欺負自己看不順眼的人的混混、但在和道士郎“比賽”後而輸掉、而因此對道士郎產生興趣。這時假稱自己叫“早乙女愛”，結果被道士郎以「你竟感愚弄這場真正的比賽」讓他有一段時間把早乙女看作人渣。後來以「靈魂的名字」而發誓要叫作早乙女愛才讓他和道士郎和解。和解後受到他的感化而在最後想成為一名武士。雖然打架很強且比較正常，但為了幫助健助而老是會先打再說。由於揍老師而轉學到開久三高中。說自己喜歡嬌小的身材、結果被人因此稱為蘿莉控。從那以來就會對這個稱呼相當在意。由於被小學的蓮沼裕美所喜歡、於是透過健助的點子而變成保護像妹妹的她。愛稱「サータン」。
白瀨 繪理香（しらせ えりか）
不幸的的少女。是個會想讓人照顧她的白髮美少女。當初由於和健助不同班而沒有往來、但後來健助為了幫他而被退學，於是也和他一起轉學到開久三高中並且成為健助們的『夥伴』。被健助稱為「小繪理」、但本人卻很討厭這個叫法、結尾要求健助不要這樣稱呼她、但卻被他立刻稱呼「小繪繪」而更加惡化。
2歳時、作為黑道的雙親由於在她眼前被殺害、使她一夕白髮。現在則是被雙親所屬的黑道組長所收養。由於自己的成長和黑道有關，所以也會困惑自己是否可以和別人作朋友。但其實相當喜歡笑。
一開始因為不和往來而常被誤會，但在健助的幫忙下才逐漸打開心房，並且也對努力幫她的健助有好感

### 道士郎的家族
桐柳 真理繪（きりう まりえ）
道士郎的母親。繪本作家。離婚調停時、被老公帶走次男的道士郎（因此都稱老公為「笨蛋父親」）因此持續尋找道士郎12年、終於讓道士郎因此回到日本、從那之後常會為武士身分的道士郎的言行和行為所困擾。平常其臉孔和行為讓人看不出來是個有大學生和高中生兒子的母親、但也會表現出母親的威嚴。
或許因為臉孔年輕且身材嬌小而讓早乙女對她有些好感。
桐柳 麗一（きりう れいいち）
道士郎的哥哥。是個總是會想到母親的青年（但看到的人會以為他是母控）。大学中讀的是建築。和道士郎相反的是、是個面貌性格都很現代的人。也是個帥哥、但因為不像道士郎那樣看來這麼精悍、所以也會被人以為是他的弟弟。在他爽快的外貌下、燃起不想輸給弟弟的鬥志、所以也會在夜晚偷偷挪動道士郎從山上搬過來的巨石來訓練自己。
桐柳 拓弘（きりう たくひろ）
道士郎的叔叔和公一的弟弟。在開頭的機場中登場，是將道士郎帶回日本的人。
桐柳 公一（きりう こういち）
道士郎的父親。和弟弟長的很像、雖然是日本人、但卻把道士郎帶到美國和印第安人一起住、「也是把他訓練成武士」的元兇。擅長鍛造，由於懊悔對麗一沒有做好父親的本分、於是送了一把日本刀給他。
霍克艾
道士郎曰有著「偉大眼睛」的人。能看穿誰是人渣、也告訴道士郎如何找到「主公」的建議。裡面只出現名字。
小白
道士郎的愛馬。不過不是白馬、只是頭上的鬃毛是白色的。原本養在美國、但是卻被麗一和真理繪以為牠是一隻狗而答應可以養在家裡。順便一提牠以為健助是兔子、早乙女是鳥。時常和道士郎在河川空地嬉戲並且也擔任運送牧草的馬車，現在養在車庫中。

### 橫十二高中的教師和學生
矢内（やない）
橫十二高中的老師。是個會趁体育課時潛入女子更衣室、穿著女學生衣服的變態。由於被芝山用相機拍到而拿來威脅他、於是他只好擔任設計繪理香成為小偷的幫兇。有一度隱瞞整個真相、結果透過芝山而將整個事件曝光因此被解雇。但他扮女裝的事情被芝山給隱瞞起來。
飯田（いいだ）
橫十二高中的体育教師。被道士郎的運動神經感動、要以參加奧運為目標來邀請他參加。被道士郎尊稱為“老師”、讓他對道士郎更有好感。在道士郎等人被退學時幫忙他們轉學。
戶村（とむら）
橫十二高中的學生。和健助同班。把「歸国子女」搞錯成「外国回來的女子」。
芝山（しばやま）
橫十二高的不良少年。雖然看來不擅於打架、但卻是個急性子、並且也是常常帶刀上學的危險人物。企圖要將侮辱自己的繪理香陷害成小偷並且也脅迫有女裝癖的矢內當他的幫兇、是個為了目的能不擇手段的壞蛋。但反過來也有喜歡繪麗香的描寫、連健助也推測他的白髮是不是因為對繪理香有好感而用出來的。最後除了防止矢內隱瞞整個真相外，也沒有說出矢內女裝癖的秘密，於是被道士郎說是個很好的壞蛋而與他合解。
大田 崇（おおた たかし）
橫十二高的不良少年。在以芝山為中心的小團體向襲擊道士郎時、由於他從後面偷襲道士郎。於是讓他好幾天被叫作「卑鄙的傢伙」、最後在受不了被這樣稱呼後向道士郎提出挑戰、而被道士郎說是“好傢伙”的人物。「大田是個好名字呀」則是他的名言。
小石川（こいしかわ）
看到早乙女（前島）被芝山用刀刺傷手的人。

### 開久三高中的學生
細波 洋（さざなみ ひろし）
開久三高中學生。道士郎等人剛轉學進來時的D組班長（但這個班長是靠打架選出來的，且可以把反抗者退學）、但在被道士郎打倒後將位置讓給他推薦的健助。在他當班長還會幫助同學、而受人仰慕。而當愛的資金沒有籌足時、也會自己打工來補足（但他卻是打工時脅迫同事工作，自己在旁邊看漫畫）因為爺爺的教導而不會對人恐嚇。對於敢於面對鈴淵的健助相當仰慕而加入他們。愛稱為「細ヤン」。
池内之助（いけうちのすけ）
開久三高D組。和過去的D組班長・細波感情很好。有點妄想癖、所以會把健助的話變成極具有獨創性的謠言、會幫道士郎和健助所使出的招式命名。有著被稱為「フタ」的極有個性的髮型。對於敢於面對鈴淵的健助相當仰慕而加入他們。之後為了成為武士、而變成道士郎的弟子。愛稱為「小池」。
佐東（さとう）
開久三高D組。和細波、池内感情很好。和文武都差的壞朋友們一起進入開久三高中。因為奉承成為班長的健助而被權地踢飛出去、但在健助的挑釁下讓權地被宮川打而被健助所救。在學校中雖然被是欺負者、但在外面卻會耍狠來恐嚇別人、但在健助的勸告下讓他把錢還回去。由於健助拯救了弱小的自己對他相當仰慕而加入他們。之後為了成為武士、而變成道士郎的弟子。愛稱為「サトチン」。
仲田（なかた）
開久三高D組。雖然稱開久的權利是恐嚇、但在得到了健助所畫要人不要恐嚇別人的「波克爾星人」繪本後、因為好像看到了自己一樣而對健助相當仰慕而加入他們、目標是要成為繪本作家。愛稱為「波克爾仲田」。
美世里（みより）
被道士郎等人從Mr.”流氓”手上所救的女孩子。後來成為開久三高D組的同學。似乎離家出走、但家庭環境不明。道士郎說他前世是負責柴火的工人的女兒並且被達吉所喜歡。因為有點笨而在開久中被稱為笨子。單方面仰慕繪理香。愛稱為「ミヨッペ」。
神野（かんの）
1年B組班長。是除了道士郎等人外、開久三高中一年級中最強的人（一年級沒有A組）。和早乙女是國中時的同伴、但早乙女似乎未曾贏過他。由於『開久愛的基金制度』被健助摧毀、於是將靠不住的兩個2年級班長の二人打倒而自行退学。在学中時就加入不良團體的チェインズ。之後、學健助的做法、在打倒領袖栗山（流氓）後奪取了整個チェインズ而遭黑道報仇。實際上知道繪理香家的事情。最後由於被道士郎、健助、早乙女從流氓手上救出而和他們和解。
權地（ごんぢ）
開久三高D組。因為受傷未參加入學式的淘汰賽、所以無法成為級長、似乎比細波還強。為了D組班長之位而健助挑戰、但被他以小坂流秘術「巨岩木之葉落下」打到喉嚨而從樓梯摔下來受傷。
宮川（みやかわ）
開久三高D組。和權地一起要向健助搶走班長的位置、但由於健助讓奇妙的迫力和有關他的傳言使他遲未出手。之後、受到鈴淵命令抓到橫十二高中的學生而知道健助的弱點。為了打倒達吉而叫他的表弟幫忙、但和健助的戰鬥中因為其計謀而輸掉。
鈴淵（すずぶち）
開久三高中C組的班長。在一年級中，實力僅次於神野。B組の神野とつるんでいる。受到神野指示要將小坂漢道士郎引誘到自己的地盤內但卻失敗。雖然被人說和怪物一樣強卻輸給道士郎。於是為了報仇而跑到健助家，但卻被躲在裡面的道士郎嚇鬥，讓他患了道士郎恐懼症。
蓮沼 陽子（はすぬま ようこ）
1年B組的女學生。是一年級的女孩子中最有權力的人。在看守時被仲田嚇昏而遭到襲胸（不過不是故意的）。在神野離開後打算利用鈴淵組成新勢力，但卻因為鈴淵患了道士郎恐懼症而失敗。不但冤枉早乙女是痴漢，即使在知道真正的犯人後，也還是反過來怒罵早乙女是蘿莉控。
玉川（たまがわ）
開久三高D組。只是和健助說話就被權地痛毆。
山岸（やまぎし）
和健助、戶村上同個國中。雖然也就讀開久三高中、但只出現他的名字而已。
順子（じゅんこ）
開久三高D組。糾纏繪理香的不良少女。亮出刀要來威脅繪理香，反被繪理香拿來刺傷自己的手來威脅他。

### 流氓
組長
寺後紅組組長。本名不明，是個面惡心善的人。收養雙親死於黑道鬥爭的繪理香並對她說要養到「直到妳找到個能依靠的人為止」，最後要繪理香離開並將一筆錢交給她。
松崎（まつざき）
寺後紅組三把手，寺後紅松崎組組長。是個狡猾且讓人難以捉摸的危險人物。設立チェインズ和サウザンツ來幫他收錢。打算威脅繪理香讓她不能靠近健助等人，最後因為健助的計畫讓他被補。
栗山（くりやま）
寺後紅松崎組的流氓。負責收集チェインズ繳來的保護費但卻被神野奪取了チェインズ。之後、被松崎命令要綁架健助但卻被前來救助道士郎打倒而遭警察逮補。
Mr.“流氓”
小流氓。健助心中稱他為「Mr.“流氓”」、本名不明。打算讓離家出走的美世里做怪怪的工作。於是被道士郎擊退而企圖要向他報仇、但被他拜託幫忙的井田和村上在看到道士郎的可怕後都紛紛要他放棄、讓他因此哭著入睡。
井田（いだ）
流氓。為Mr.“流氓”拜託幫忙的人。但在走到桐柳家前時、看到道士郎本人後，由於「野生的直覺」發動、於是什麼都沒做就撤退。
村上（むらかみ）
搭乘S600的流氓。被Mr.“流氓”拜託幫忙向道士郎收取慰問金的人。但在看到騎馬的道士郎後、和井田一樣感到他的危險而立刻撤退並且跑去賭賽馬。

#### 下部組織
沼田（ぬまた）
不良團體サウザンツ的成員。早乙女、神野國中的前輩。由於強迫裕美賣藥而被早乙女痛扁一頓、於是呼叫夥伴要教訓他，但卻被道士郎加入而全部擊退。為了報仇而和赤根、竹中一起到早乙女家、由於想看人乖乖求饒、結果被想耍帥不成的池內所打倒。在道士郎擊敗兩個人後，遭神野痛毆。
茂木（もてき）
不良團體サウザンツ的領袖。由於和道士郎打架而辭退領袖的位置並且代替松崎、栗山引起的傷害事件而向景方投案。
赤根（あかね）
不良團體サウザンツNo.2。為了報仇、和沼田、竹中一起到早乙女家。擅長用刀嚇人並打人的戰術、但被道士郎將他的刀插入水泥牆嚇暈而被神野痛毆。於是帶了大匹人要來報仇、結果被健助所騙而嚇到逃跑。
竹中（たけなか）
不良團體サウザンツNo.3。報復のため、為了報仇、和沼田、竹中一起到早乙女家。會在肚子上藏鐵板來讓人攻擊，結果被道士郎一口氣擊飛出去並且在暈倒時被神野痛毆。
小松（こまつ）
不良團體サウザンツ的幹部。跟隨反叛的神野，不過由於報仇身負重傷而被神野捨棄。

### 其他人
宮坂 梢（みやさか こずえ）
毎日都認為生活很無聊的國中生。對於被不良仔騷擾而拔刀相助的「騎馬武士」・道士郎產生興趣、而讓她的生活出現一點變化並且在認識道士郎後，個性變得比較開朗。
早咲（はやさき）
為新聞節目『附近突撃報導』的主播。被說是「個性一直線的咲」。由於聽說「櫻山町出現一名武士」而來到櫻山町並且採訪麗一。
義信
騎機車搶人的國中生之一。由於被抓到後完全沒有反省、於是被道士郎的「以毒攻毒」作戰將他帶到芝山那邊，還將芝山帶到他家而迫使他終於反省。
本山 達郎（もとやま たつろう）
騎機車搶人的國中生之一。被道士郎說他前世是個砍柴的並且因此稱他為、達吉。為了讓他重新做人而和道士郎一起行動、還從流氓手上救出美世里。之後幫助了高杉並且在和宮川的戰鬥中因為健助的計畫而打贏。和宮坂梢同班。
高杉（たかすぎ）
達郎和梢的同學也是被欺凌的孩子。由於被和彦欺負而被達郎所救。由於被達郎認為長得像香菇、而一直叫他「香菇」。
俊野 和彦（としの かずひこ）
宮川的表親。在欺負高杉時被達吉阻止、為了打倒達吉而叫宮川出來，但卻因為健助的計畫而失敗。
安藝（あき）
和俊野一起欺負高杉。
蓮沼 裕美（はすぬま ひろみ）
小学生。遭沼田強迫賣藥而被早乙女所救並且喜歡上早乙女，但早乙女為了不想因此被當作蘿莉控而將她當作妹妹對待。似乎有個姐姐。

## 出版書籍
| 卷數 | 小學館         | 小學館                 | 東立出版社     | 東立出版社         |
| 卷數 | 發售日期       | ISBN                   | 發售日期       | ISBN               |
| ---- | -------------- | ---------------------- | -------------- | ------------------ |
| 1    | 2004年8月6日   | ISBN 978-4-09-127171-6 | 2005年4月8日   | ISBN 986-11-6577-0 |
| 2    | 2004年11月18日 | ISBN 978-4-09-127172-3 | 2005年5月16日  | ISBN 986-11-6578-9 |
| 3    | 2005年2月18日  | ISBN 978-4-09-127173-0 | 2005年6月4日   | ISBN 986-11-6579-7 |
| 4    | 2005年4月18日  | ISBN 978-4-09-127174-7 | 2005年6月30日  | ISBN 986-11-6973-3 |
| 5    | 2005年7月15日  | ISBN 978-4-09-127175-4 | 2005年10月11日 | ISBN 986-11-6974-1 |
| 6    | 2005年9月16日  | ISBN 978-4-09-127176-1 | 2006年2月27日  | ISBN 986-11-7386-2 |
| 7    | 2005年12月15日 | ISBN 978-4-09-127177-8 | 2006年4月4日   | ISBN 986-11-7694-2 |
| 8    | 2006年2月17日  | ISBN 978-4-09-120089-1 | 2006年6月23日  | ISBN 986-11-8244-6 |